# Sandy Valley
Sandy Valley – jednostka osadnicza w Stanach Zjednoczonych, w stanie Nevada, w hrabstwie Clark.